# 梅達納萊斯 (新墨西哥州)
梅達納萊斯（英語：Medanales）是位於美國新墨西哥州里奧阿里巴縣的普查規定居民點。

## 人口
根據2020年美國人口普查的數據，梅達納萊斯的面積為8.19平方千米，皆為陸地。當地共有人口224人，而人口密度為每平方千米27.35人。